# کوتاه اسکله سوتتنام

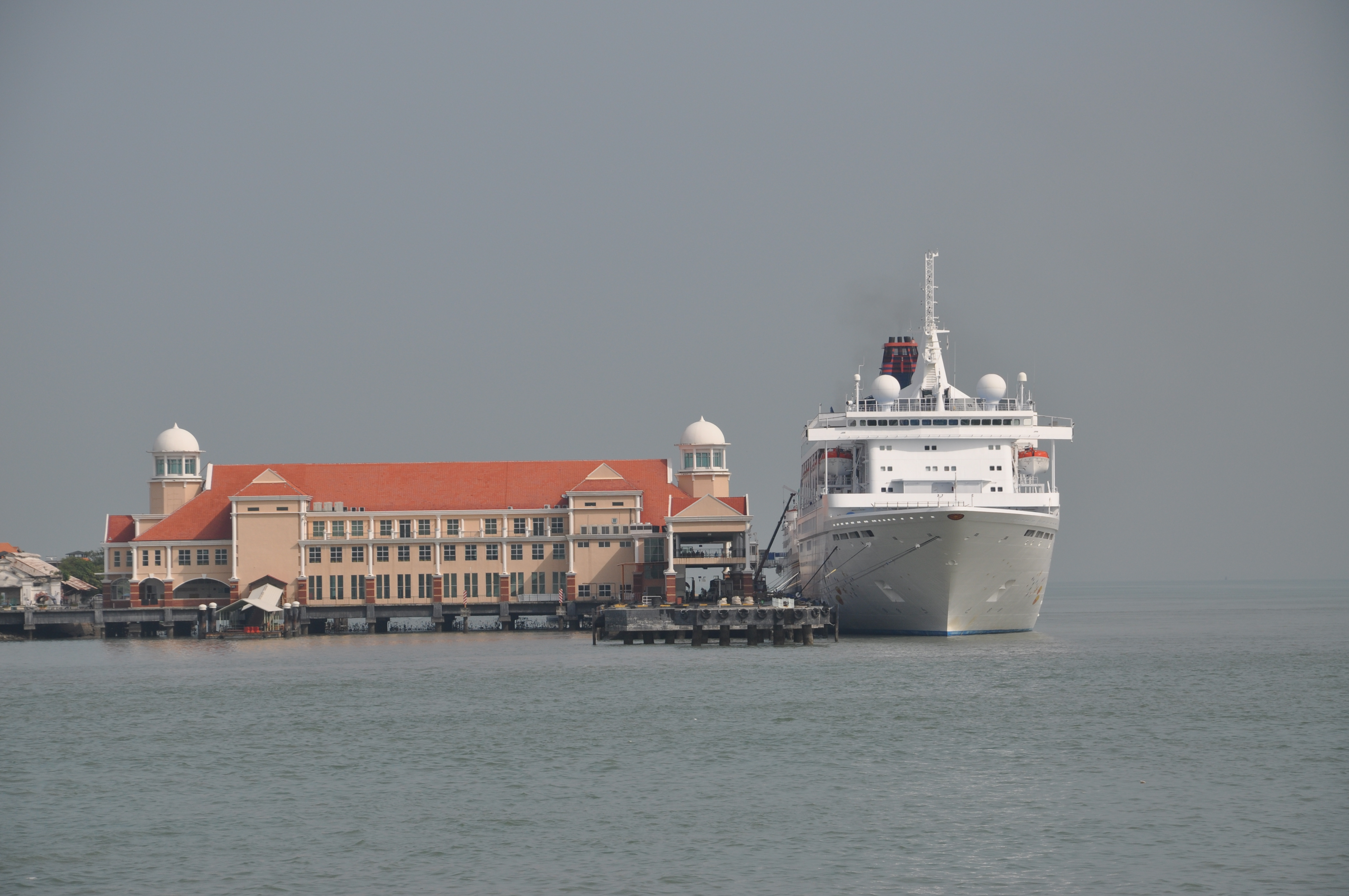
کوتاه اسکله سوتتنام

کوتاه اسکله سوتتنام (به انگلیسی: Swettenham Pier) یک کوتاه اسکله در شهر جرج تاون ایالت پنانگ، مالزی است. این مکان که در سال ۱۹۰۴ تأسیس شد، شلوغترین بندرگاه در مالزی از لحاظ تردد کشتی‌های کروز است. این اسکله کوتاه در کنار فرودگاه بین‌المللی پنانگ و راه‌های ارتباطی زمینی، به عنوان نقطه اصلی ورود گردشگران به پنانگ، نقش حیاتی ایفا می‌کند.
کوتاه اسکله سوتتنام که در وِلد کی واقع شده‌است، به غیر از کشتی‌های کروز، هم چنین میزبان کشتی‌های جنگی بوده‌است. در چند سال قبل، کشتی‌های نیروی دریایی چند کشور از قبیل سنگاپور، تایلند و ایالات متحده آمریکا، در اسکله کوتاه پهلو گرفته‌اند.